# Hello, Goodbye, and Everything in Between
Hello, Goodbye, and Everything in Between är en amerikansk romantikfilm/dramafilm från 2022 i regi av Michael Lewen, baserad på Jennifer E. Smiths bok med samma namn. Filmen, som bland annat har producerats av Lionsgate Films, hade premiär på Netflix den 6 juli 2022. De två stora huvudrollerna i filmen spelas av Jordan Fisher och Talia Ryder.

## Handling
Clare och Aidan kom överens om att göra slut inför college – inga sårade känslor, inga brustna hjärtan. Men kommer en sista dejt ändra allt och ge deras kärlek en chans?

## Rollista (i urval)
- Jordan Fisher – Aidan
- Talia Ryder – Clare
- Ayo Edebiri – Stella
- Nico Hiraga – Scotty
- Jennifer Robertson – Nancy
- Julia Benson – Claudia
- Patrick Sabongui – Steve
- Sarah Grey – Collette
- Djouliet Amara – Tess